# Заплањска котлина
Заплањска котлина тектонска је потолина у Јужној и источној Србији, спуштена између кречњака Суве планине и пермских црвених пешчара и гнајисева Бабичке горе. У овој издуженој котлини, очувани су језерски седименти некадашњег Заплањког језера. Ова потолина је била насељена још у палеолиту, а према археолошким налазима (камених секира и ношева, врхова камених стрела, урни напуњених пепелом), и у неолиту. Пошто је кроз котлину пролазио и Цариградски друм, у време Османлија подручје је било насељено становништвом које је највише боравило у планинским деловима котлине. После ослобођења од Османлија насељавање котлине се непрестано одвијало до данашњих дана, када настаје стагнација у даљем развоју.

## Назив
Према народном предању Заплањаца, који насељавају ову котлину Заплање је добило име по положају ове области. „Заправо, Заплањци су „планинци“, а пошто су „иза“ (или „за“) планина, то су „за-планинци“, односно Заплањци, те отуда и назив целог краја па и котлине - Заплање (Заплањска котлина)”.
Сви познати извори и сазнања Заплањаца говоре да Заплање носи име од досељавања Словена на ове просторе. На основу паралелизма да се Сува планина у средњем веку (6—7 век) звала Куновица закључује се да је и назив „Заплање“ створен још у 6-7 веку, са доласком Словена, и да је назив Заплање словенског порекла, као што је то и назив Куновица.

## Положај и пространство
Пружа се паралелно са западним гребеном Суве планине од северозапада ка југоистоку. С једне стране је оивичена са истока обронцима Суве планине, са севера обронцима Селичевице, са југа обронцима Крушевице и са запада обронцима Бабичке горе . Предиспонирана је раседима истог правца јер се налази тачно на тектонској граници између кристаластих маса и набраних група Западног Балканида у Југоисточној Србији.
- Географске границе Заплањске котлине
- Сува планина
- Бабичка гора
- Висока чука
- Селичевица
- Велико Цртаво

Дугачка је око 40 km, а широка 7–8 km (просечно око 4 km). Овај простор ограђен је трима планинама и реком Јужном Моравом, тако да је њена површина има низине не само од 200 m надморске висине колико има и Ниш, па се његови терени дижу до 1808 m, колико износи највиши врх Суве планине-Трем. 
Како је низијски део Заплањске котлине незнатан, може рећи да је она брдско-планинско подручје, у коме се брежуљци смењују са брдима, а ови са планинске стране и гребенима. Између брежуљака, брда и планинских страна расуто је више мањих или већих котлинских делова и заравни.
Од Доњег Душника до Равне Дубраве простире се Горње Заплање, док Доње Заплање обухвата остало подручје, односно од Доњег Душника до Прве Кутине.
Данас се Заплањска котлина најчешће идентификује као подручје општине Гаџин Хан. Ова општина заузима површину од 325 kм². Седиште општине удаљено је 18 km, а најудаљеније село Велики Крчимир 50 km од Ниша.

### Природне целине
Шире посматрано географски или по народном веровању, постоје само две природне целине у оквиру садашње територије општине Гаџин Хан. Те целине су Доње Заплање, и Горње Заплање.

#### Доње Заплање
Доње Заплање би обухватило подручје од Јужне Мораве преко Гаџиног Хана до села Тасковића. Централно насеље овог предела био би Гаџин Хан. Доње Заплање једним делом залази у Поморавље.

#### Горње Заплање
Горње Заплање, обухвата два дела која су означен као Средње и Горње Заплање.
Средње Заплање - обухвата предео око Доњег Душника, при чему би ово насеље било главни центар.
Горње Заплање  - обухвата нека насеља општине Бабушница : Завидинце, Остатовица, Штрбовац или још и Мало Боњинце, Велико Боњинце и Богдановац као и насеља општине Власотинце : Доњи Присјан и Горњи Присјан . Јужна граница "ширег Заплања" би биле планина Велико Цртаво и Висока чука.

## Географија
Значајан елемент тектонског рељефа Заплањске котлине су планине, које захватају велико пространство. Планински венци окружују котлину и чине је морфолошки разноликим.

### Геолошки састав
Планине које је окружују различитог су геолошког састава, грађе и морфолошких карактеристика. Громадне планине које су део Родопске масе, претежно су изграђене од кристаластих шкриљаца и пружају се са обе стране Јужне Мораве, чинећи границу између великихморфотектонских целина.
Планине источне зоне припадају групи млађих веначних планина и одликују се разноврсним геолошким саставом и морфологијом. У њиховој грађи поред палеозојских шкриљаца, учествују кречњаци и доломити мезозојске старости. Зато су на њима заступљени различити облици рељефа, превасходно крашки.
Планине које читаво Јужно Поморавље одвајају од осталих морфотектонских целина припадају Средишњој зони громадних планина и котлина. То су Селичевица, Крушевица и Бабичка гора. Део котлине који залази у Балканску Србију представљен је Сувом планином.

### Клима
Клима је умерено-континентална у нижој зони котлине, са карактеристикама субпланинске и планинске климе на Сувој планини и Бабичкој гори.
На умерено-континенталну климу поред спољних фактора утичу и локални, унутрашњи фактори, од којих су најзначајнији правци пружања Заплањске котлине, гребена Суве планине, Крушевице, Бабичке горе и Селичевице, надморска висина, вегетација, као и повезаност Заплања са долином Јужне Мораве (преко Барбешке удолине), долином Нишаве (преко Гаџинханске котлинице) и долини Пусте реке, Лужнице и Власине (преко превоја Дубрава), и други.
У Горњем Заплању преовладава нешто оштрија умерено-континентална клима, док је у Доњем Заплању она нешто блажа.

### Хидрографска обележја
Почев од села Личја, Заплањском котлином на северозапад тече Кутинска река, а Пуста река са притокама ка југоистоку. Узвишење између Личја и Крчимира је место развођа које упућује воде Кутинске реке и њених притока у слив Нишаве, а воде Пусте реке и њених притока у слив Власине док мањи број потока и речица око Остатовице и Завидинца иде у слив Лужнице (Лужница се низводно улива у Власину).

## Биљни и животињски свет
Биљни и животињски свет је веома интересантан за ловце и бераче гљива и лековитог биља.

### Биљни свет
Биље у Заплањској котлини је разноврсно, посебно лековито биље. Иако од дрвећа доминира храст сладун, цер, трн, дрен...у већим деловима шума дрвеће је помешано. На ободном планинском делу заступљена је буква, горун, храст и мање значајне врсте као што су јавор, јасен, дивља крушка и други. На Селичевици има доста леске која даје квалитетан лешник. Присутно је и доста врста шибља као што је трн, шипак, купина и друго.
На Сувој планини вегетација припада ксерофитној фацији сувих кречњака и плитког скелетног земљишта. То је вегетација слабе вредности са доста корова и налази се у стању закржљалости услед претеране испаше и суше. На вишим надморским висинама Суве планине доминира искључиво травна-сува степу. На овим деловима трава се преко лета осуши услед недостатка влаге, а при повољним условима она се поврати.
На Селичевици и Бабичкој гори услови су повољни зато што се терени налазе на кристаластим шкриљцима који се лако растварају, па је ерозија због тога чешћа.
У равничарском делу највише се гаје пшеница, кукуруз, јечам, овас и разне повртарске културе, а пре свега баштенске. На овом терену срећу се још и топола, трн, дивља крушка, багрем, храст, цер, и друго дрвеће.
Брежуљасти део терена котлине користи се за воћњаке, винограде, за овас, за пашњаке, а има и доста терена под шумом. У овом терену успева сво оно дрвеће које се налази и у равничарском терену, а у виноградима и воћњацима гаји се питомо дрвеће: крушка, трешња, јабука, орах, бресква, дуд, поред кућа још и јела, бршљан и др.
- Биљни свет Заплањске котлине
- Интересантне гљиве у околини Остатовице.
- Биљни свет у околини Завидинца

## Друштвено географска обележја

### Становништво
Становништво котлине је национално хомогено, са доминацијом српске етничке заједнице која учествује са 96,07% у структури становништва. Следи ромска са 2,83%, док остале етничке заједнице (Хрвати, Црногорци, Југословени, Бугари, Македонци, Руси) учествују са 1,1%.
Аутохтоно становништво чини 86,83%, док досељено становништво чини 13,17% од укупног становништва. У структури аутохтоног становништва (2002) доминира становништво које од рођења станује у истом месту (71,12%), а досељени са територије исте општине чине 15,71% од укупног броја становника. У структури досељеног становништва доминира становништво досељено из других општина Централне Србије (10,85%). Учешће становништва досељеног из покрајина је незнатно (0,35%) и досељеног становништва из бивших република СФРЈ (1,67%).
Старосна структура становништва је јако неповољна са тенденцијом сталног смањења број становника млађих од 19 година, (10,53% становништва). Становници од 60 и више година чине 53,08%. Просечна старост износи 53,3 година, и према стадијуму демографске старости територије, Суву планину карактерише најдубља демографска старост.

## Привреда

### Лов и риболов
Како у Заплању живи велики број животињских врста то је био предуслов да се на овом подручју организује ловна привреда. У овој грани привреде предњачи ловачко удружење које је од 1979. године познато под називом „Заплањка“  (након обједињавања два ловачка друштва: „Соко“ (Доње Заплање) и „Заплање“ (Горње Заплање)). Са седиштем у Гаџином Хану, удружење има 450 активних чланова. Газдује ловиштем „Заплање“ ловне површине 32.478 ha, у коме су стално гајене врсте дивљачи срна, дивља свиња, зец, фазан и пољска јаребица.
Риболов је развијен у Кутинској, Влашкој реци, Јужној Морави и другим водотоцима.
Обилни извори чисте планинске воде у Заплању, послужили су малим привредницима за изградњу рибњак и два рибна газдинство, оба на Душничком врелу.
Ловни и риболовни туризам није развијен.

### Занатство
У периоду владавине Османлија, од када датирају први писани статистички подаци, у Заплању су неговани готово сви занати који су били неопходни заплањским кућним задругама. Оно што се није могло урадити у оквиру кућне радиности у домаћинству, израђивале су занатлије у својим радионицама. Због велике репресије Османлијског феудалног система, више је одговарала активност у оквиру домаће, а мање у оквиру занатске радиности. На овај начин, у Заплању као и у другим деловима поробљене Србије, занатство се развило из домаће радиности, као што се из занатства, у фази развоја капитализма, у Заплањском крају развила и индустрија.
Савремено доба високе технологије и механизације угрозило је и бацило у засенак занатство и старе занатске струке у Заплању.
Међу најзначајнијим занатима који су се доминантно развили у заплањском крају за време и после ослобођењу од Османлијске власти били су:
Мутавџијски занат (плетење и ткање)
Грнчарски занат (производња предмета од глине) присутна је у Заплању почев од средњег века и била је под утицајем старобалканских и старословенских културних елемената, класичних култура, Византије и традиције Оријента. Ове форме заплањски грнчари „уградили” су у домаће производне могућности и ликовна схватања Српског народа, тако да су се новонастали производи заплањских грнчара кроз време стилски и духовно јасно издвајају од стваралаштва других народа из окружења на простору Балкана.
Кречарски занат (производња креча), један је од најстаријих заната у планинском крају, између Суве планине, с једне стране и Селичевице, Бабичке Горе и Крушевице с друге. Овај крај се највећим делом географски поклапа са Заплањем а административно са подручјем општине Гаџин Хан. Оскудица Заплањског подручја у ратарском земљишту с једне стране, а богатство у шуми и камену — кречњаку са друге стране, приморали су мештане многих села у Заплању да се баве производњом креча као занатском делатношћу.
Ћумурџијски занат (производња: дрвеног угља, угљена или ћумура, поступком жежења, својеврсног угљенисање са минималним присуством кисеоника) у Заплању био је условљен с једне стране богатством дрвета (букве, храста, граба,... због својства високе калоричности), а са друге потребом ковачких а касније и угоститељских радњи, за дрвеним угљем. На многим местима у Заплању има још остатака тог заната у виду штетина (равних места на којима се формирала ћумурана), али и неколико активних ћумурана (жежница) које данас све мање снабдевају ћумуром ковачке радње, а све више угоститељске објекте, роштиљнице и печењаре (све бројније) у нишком и лесковачком крају.
Коларски занат (занатска производња дрвених кола, са појединим металним деловима, за запреге). Овај занат спада у групу заплањских традиционалних заната, а развијао се захваљујући природној основи и за овај занат, коју су пружале заплањске планине богате дрвном грађом. Заплањски колари продавали су своје производе не само у самом Заплању већ и у јужноморавским селима у Лесковцу Нишу и Пироту.
Ковачки занат(занатлија који кује и обрађује железо, гвожђе и поткива коње.) иако један од најстаријих, сада је готово заборављен. Занимање ковача је замрло, јер је све мање запрежних кола и примитивног оруђа за обрађивање земље које су израђивали ковачи. Ковачки занат у Заплању неговао се још у време Турака, када су били развијени и остали занати неопходни кућним задругама: мутавџијски, грнчарски, кречарски, ћумурџијски. По тврђењу доктора Драгољуба Симоновића ковачко-коларски занат је у Заплању био добро развијен, те је, по његовим изворима, у периоду од 1930. до 1935. године било четрдесет мајстора.1 Ковачи су своје производе продавали у Нишу, Пироту и Лесковцу, у моравским селима и самом Заплању.
Млинарски занат се развио собзиром да је у Заплању воде било на претек у току целе године. Почев од 19. века у Заплању је било и преко 20. воденица, у које су долазили не само заплањски помељари већ и помељари из сврљишких, белопаланачких села, а у време великих суша и из Топлице, Добрича и Јужног Поморавља да би се снабдели квалитетним брашном. Из ових воденица снабдеване су и нишке пекаре. Колико је брашно из ових воденица било квалитетно говори податак да је извесни Воја Голубовић добио златну медаљу на сајму у Лондону 1903. године за брашно из воденице Инатице. У Доњем Душнику, односно на простора који се од овог места протеже према Горњем Душнику, у општини Гаџин Хан, на једном потезу дужине око 1.500 метара некада је било седамнаест воденица поточара. Данас је од укупног броја сачувана половина (девет воденица). Добар део њих је у лошем стању, а у пристојнијем стању постоје само две воденице, Ћумурана и Брв. И у већини села Нишавског округа воденице су данас углавном напуштене, урушене и ван функције.

### Саобраћај
Главне саобраћајнице које повезује шири простор Заплања чине железничка пруга и пут I реда Ниш-Димитровград, које се пружају долином Нишаве. Са ове саобраћајнице, подручју Заплања се може приступити из:
Правца општине Бела Паланка локалним путним правцима II реда Бела Паланка-Бабушница, и Ниш-Боњинци и Боњинци-Бабушница.
Правца општине Нишка Бања локалним путним правцима II реда, Нишка Бања-Јелашница-Горња Студена-Доња Студена-Чукљеник и правцем Нишка Бања-Гаџин Хан или Заплање, кроз клисуру Кутинске реке, где води заплањско—лужнички пут или државни путе II реда бр. 241, Доњи Душник—Горњи Душник као и правац, државни пут II реда бр. 242, Равна Дубрава—Велики Крчимир—Мали Крчимир (Семче)
Четири путна праваца која повезује села која су некада припадала заплањском срезу су:
- долином Кутинске реке према Нишу, путем који је удаљен од Гаџиног Хана око 15 km,
- долином Барбешке реке, да би се код Брестовца укључио на пут према Лесковцу.
- правац Равне Дубраве према Бабушници, Пироту и Власотинцу
- правац Барја преко Горњег Драговља и Ступнице до Лесковца.

### Туризам
Туризам у Заплању је неправедно запостављен иако постоје велике могућности. Званично туризмом се баве:
- Туристичка организација Гаџин Хан
- Планинарско друштво Трем из Доњег Душника

Туризмом се бави велики број домаћинстава у оквиру "Сеоског туризма" у насељима : Гаџин Хан, Доњи Душник, Семче, Гркиња, Горње Власе и Горњи Барбеш.
За планинаре је увек актуелан успон на Трем али ту су и планине Крушевица и Бабичка Гора и неправедно запостављене "Три сестре" или "Три камена" поред Остатовице.
На подручју Заплања постоји Хотел „Трем“ у Доњем Душнику који је реновиран 2004. године и располаже са 90 лежаја у 1/2, 1/3 и 1/4 собама са купатилом и централним грејањем, рестораном и терасом са 200 места, ТВ салом, учионицом, уређеним тереном за мале спортове (кошарка, одбојка, мали фудбал). Поред хотела постоји и ново саграђени ловачки дом изнад Калетинца. Хотел није у функцији јер је претворен у Старачки дом.
- Пејзажне вредности Заплањске котлине
- Остатовачки камен ("Три сестре" или "Три стене")
- Три камена и поглед на део Заплања
- Поглед на Горње Заплање
- Трем (врх)
- Камена ознака на Трему

#### Верски туризама
За туристе су веома интересантни стари манастири и цркве од којих су неке недавно обновљене:
- Цркву Светог Николе у Доњем Драговљу, изграђена је 1536. године (значајна зато што је у њој пронађен редак запис који скреће посебну пажњу: вертикални редови исписани су на старословенском језику).32
- Манастир Пречиста налазио се код села Душника. У Турском попису из 1564. године заведен је као манастир без калуђера.
- Манастир Свети Тодор, који се налазио између села Доњег Драговља, Душника и Миљковца.
- Манастир Свети Јован, налази се у селу Краставчу. Помиње се у Турском попису из 1498. као „пуст“ манастир и више се у пописима не помиње.
- Манастир Завидинце или "Манастир Светог Ђорђа " у Завидницу. Према неким подацима подигнут 1367. године.[16]
- Храм Успења Пресвете Богородице у Гркињи - сазидан је 1692. године. Храму је 1878. године, након ослобођења од Турака дограђен Трем. Стављена је 1996. године под заштитом државе.
- Црква Свете Тројице у селу Ћелије, пронађена 1963, у новије време је адаптирана и прилагођена као манастир.
- Црква Светог Великомученика Георгија у Горњем Барбешу - изграђена 1876. На месту ове цркве пре њеног зидања била је мала црквица. Садашња црква озидана је око те мале, а да она није рушена. После зидања велике, мала је срушена
- Храм Светог Николаја у Великом Боњинцу, на основу записа на каменој плочи која се налази са јужне стране Цркве а и на основу архива Српске православне цркве Црква је подигнута 1866. године а 1890. је освећена. Црква је имала дограђен трем са западне стране. Данас је тај трем порушен и у току је изградња новог трема. У току Другог светског рата Бугари су спалили сву архиву.
- Црква Светог Николе у Горњем Душнику изграђена је 1845. године, добровољним прилозима становника Горњег Душника, Сопотнице, Доњег Душника, Калетинца, Гаре и Овсињинца, а на иницијативу Николе Срндаца из Горњег Душника и уз дозволу тадашњих турских власти. Живопис је започео убрзо након завршетка изградње цркве. Цркву је 1850. године осветио епископ Јоанићије. Иконостас је подигнут 1871. године, а натпис на цркви постављен је 1905. године. Црква је неколико пута пљачкана, украдено је десетак вредних икона.
- Стара црква Светог Вазнесења у Великом Крчимиру
- Црква Светог Илије у Јагличју
- Црква Успења Свете Богородице у Гркињи
- Црква Светог Архангела Михајла у Ћелији
- Црква Светог Јована у Ћелији
- Црква Свете Петке у Мариној Кутини
- Црква Светог Луке у Доњем Драговљу
- Цркви Свете Тројице у Великом Вртопу

#### Културне и туристичке манифестације
Традиционалне културне и туристичке манифестације у Заплању су: 
- Миљковићеве поетске свечаности (прва недеља јуна), у част песника Бранка Миљковића, рођеног у засеоку у Старој Дубрави.
- Сабор свечарских оркестара Србије (последњи четвртак и петак јула)
- Колонија ликовних уметника Србије (5–15. јул)
- „Литије”, које се одржавају на дан Пренос моштију Светог Николе (22. мај)
- Дани црног лука у Запланској Топоници;
- Дани Заплања у Доњем Душнику, у оквиру које могу да се пробају традиционална јела овог краја, као што је ловачки гулаш, уз песму и игру ансамбла из Заплања
- Хајка на вукове (фебруар)
- Летњи и зимски успон на Трем (јулу и фебруа)

#### Традиционална јела
У традиционална јела Заплања спадају: качамак, проја, сир, гибаница, љутеница, хајдучки ћевапи и вино.

## Насеља
Главне демографске карактеристике насеља у Заплањској котлини су:
- Просечна густина насељености у Заплањској котлини 2002. године износила је 14 st/km², што је далеко испод републичког просека (98 st/km²).
- Сва насеља, којих на овом простору има 24 су просечне величине 13,27 km², и руралног су типа.

Категоризација према величини
- У категорији малих насеља од 101 до 200 становника спада осам (33,3%) насеља и у њима живи 22,8% популације.
- У категорији малих насеља од 201 до 300 становника спада пет (20,8%) насеља и у њима живи 25,8% популације.
- У категорији малих насеља од 301 до 500 становника, спада пет (20, 8%) насеља и у њима живи 41,9% популације.[4][17]

## Историја
Историја Заплање и њених насеобина сеже у период праисторије о чему говоре археолошки налази, међу којима су најстарији они са налазишта у селу Миљковац у околини манастира Светог Николе. У овом је ископана бронзана секира из праисторије која се данас налази у Народном музеју у Београду, а из оног у Доњем Душнику ископане се две бронзане дршке украшене људским фигурама из 2. или 3. века.
На Бабичкој Гори и Селичевици постоје рушевине — остаци римских грађевина. Према народном веровању у Драшковој Кутини се налазио Драшков град. Овде је пронађена сребрна урна из римског периода која се чува у Народном музеју у Нишу.
Изнад села Ћелије налазе се остаци римске тврђаве која је подземним тунелима била повезана са атарима села Миљковац.
Крајем 9. века у атару Гаџиног Хана евидентирани су остаци римског пута и рушевине кастела (локалитет Карлички камен), а у непосредној околини значајем се истичу остаци римских кастела у атарима села Тасковићи и Калетинац.
У средњовековном периоду значај за насеобински развој Заплања имало је измештање Via Militarisа, чија је првобитна средњовековна траса од Ниша водила долином Кутинске реке – кроз данашња насеља Прва Кутина, Лазарево Село, Тасковићи и Гаџин Хан, Суву планину је прелазила преко Змијине ливаде и развођем Црвене и Јелашничке реке ишла ка Белој Паланци.
Након ослобођења Заплања од Османлијског царства, крај 19. века и почетак 20. века обележен је интензивним насеобинским преображајем Прокопове Кутине, након њеног прерастање у гравитациони центар Заплања. На то је утицао пораст функционалног капацитета – развој административно-управне, занатска, трговинска, саобраћајна и културно-просветна функција. када је у Кнежевини Србији прва управна организација спроведена маја 1878. године. Нишки округ је тада подељен на нишки, белопаланачки и копривнички срез, чије је средиште била Прокопова Кутина, која је 1921. била и центар истоимене општине (са 2.806 становника) за насеља Прокопова Кутина, Копривница, Јагличје и засеок Гаџин Хан.